# Raionul Krāslava
Krāslava este un raion în Letonia.